# Felipe Trigo

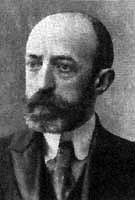
Felipe Trigo.

Felipe Trigo, född den 13 februari 1864 i Villanueva de la Serena, död (genom självmord) den 2 september 1916 i Madrid, var en spansk romanförfattare.
Trigo, som var medicine doktor, var specialist på kvinnohjärtat och en genial psykolog. Hans ohöljda blottande av kvinnans psyke måste naturligtvis på sina håll väcka stark opposition, men hans nya genre vann å andra sidan stor popularitet bland bildade läsare på grund av den konstnärliga behandlingen av ämnet. Trigo stred som frivillig på Filippinerna och miste därvid vänstra handen. Efter återkomsten ägnade han sig till en början åt journalistiken, men sedan uteslutande åt en mycket inbringande prosadiktning. I många av sina romaner skildrar han egna upplevelser.